# Pepita Muñoz
Josefa Muñoz (Rosario, 17 de agosto de 1899-Caseros, 1 de febrero de 1984), más conocida como Pepita Muñoz, fue una actriz y humorista argentina.

## Carrera artística
Inició su carrera artística en el circo, en el sainete, y en la compañía de Roberto Casaux. En 1934 realiza su primera aparición cinematográfica en Bajo la santa federación, de Daniel Tinayre. Siempre actuó en roles de actriz de reparto, se destacó en la comedia y en películas dramáticas.
Participó en 41 películas, entre ellas se encuentran El alma del bandoneón, La ley que olvidaron, Pocholo, Pichuca y yo, Deshonra, Dock sud, entre otras. Actuó con figuras del espectáculo como Tita Merello, Libertad Lamarque, Palito Ortega, Javier Portales, etc.
También participó en la televisión, a partir de los años sesenta, en ciclos como Show Standard Electric, El hombre que me negaron, Nino, las cosas simples de la vida, Un extraño en nuestras vidas y Pobre diabla y en teatro en obras como ¡Yo soy Juan Tango! y realizando varios éxitos en este medio formando un trío con Olinda Bozán y Pierina Dealessi.
En los años sesenta intervino en varias películas con Isabel Sarli y Armando Bó. Fue cofundadora de la Asociación Argentina de Actores. Participó en radio, televisión, cine, y teatro, donde realizó obras como El vivo vive del zonzo, Matrimonio sin cama, entre otras.
Realizó su última intervención cinematográfica en 1981 en Las mujeres son cosa de guapos, de Hugo Sofovich.
Falleció a los 84 años el miércoles 1 de febrero de 1984 en Buenos Aires víctima de un Infarto agudo de miocardio. Sus restos descansan en el Panteón de la Asociación Argentina de Actores del Cementerio de la Chacarita

## Teatro
- 1947: Sangre gringa Teatro Coliseo con  Víctor Martucci, Amalia Britos, Gloria Ugarte, Enrique Belluscio, Vicente Formi, E. Borras, R. Rojas y E. Durante.

- 1949: ¡Las cosas que hay que aguantar… para poderse casar! Teatro Variedades con  Enrique Giacobino, Carmen Llambí, Alberto Soler, Fernando Chicharro, Rodolfo López Ervilha, Vicente Formi, Sarita De María y Melita Montes de Oca.

- 1949: Sangre gringa Teatro Sena con Víctor Martucci, Amalia Britos, Gloria Ugarte, Enrique Belluscio, J. Borras, Vicente Formi y G. Vega.

- 1950: Viuda, fiera y avivata busca soltero con… plata Teatro Avellaneda con Juan Bono, Teresa Puente, Tito Lezama, Enrique Belluscio, Vicente Formi, Nelly Ortiz y Amparo López.

- 1953: Sangre gringa Teatro Metropol con Víctor Martucci, Amalia Britos, Gloria Ugarte, Enrique Belluscio, Juan. Borras, Vicente Formi y Germán Vega.

- 1953: El vivo vive del zonzo Teatro Select con Arturo Bamio, Ana M. Latapie, Aida Valdez, Enrique Belluscio, Alberto de Salvio, Vicente Formi y Víctor Martucci.

## Filmografía
- 1934: Bajo la santa Federación.
- 1935: El alma del bandoneón.
- 1937: El forastero.
- 1937: La ley que olvidaron.
- 1940: De México llegó el amor.
- 1940: Amor.
- 1941: Joven, viuda y estanciera.
- 1941: Al toque de clarín.
- 1942: Una novia en apuros.
- 1947: Navidad de los pobres.
- 1948: Maridos modernos.
- 1949: La historia del tango.
- 1950: Cinco grandes y una chica.
- 1951: Pocholo, Pichuca y yo.
- 1952: Deshonra.
- 1952: Como yo no hay dos.
- 1953: Dock Sud.
- 1954: Sucedió en Buenos Aires.
- 1954: Se necesita un hombre con cara de infeliz.
- 1955: Mercado de abasto.
- 1955: Los peores del barrio.
- 1956: Sangre y acero.
- 1960: La procesión.
- 1965: La mujer del zapatero.
- 1966: Las locas del conventillo (María y la otra).
- 1967: La señora del Intendente.
- 1968: Un muchacho como yo.
- 1968: Lo prohibido está de moda.
- 1968: Carne.
- 1968: El salame.
- 1971: El veraneo de los Campanelli.
- 1972: Nino.
- 1972 Mariano Marzán, un médico de Buenos Aires.
- 1974: En el gran circo.
- 1977: El soltero.
- 1977: La nueva cigarra.
- 1978: El divorcio está de moda (de común acuerdo).
- 1978: Con mi mujer no puedo.
- 1978: La rabona.
- 1980: Así no hay cama que aguante.
- 1980: Una viuda descocada.
- 1981: Las mujeres son cosa de guapos.